# Cajón

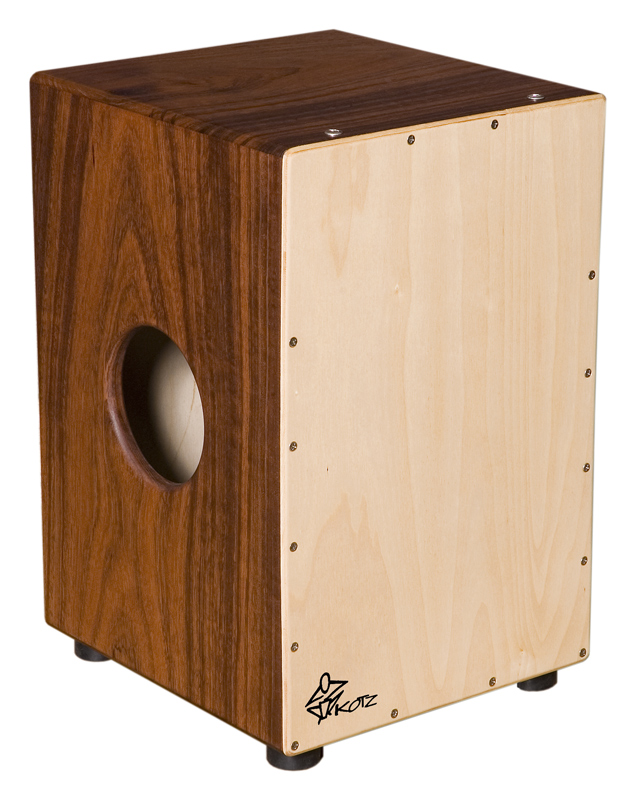
Cajón

Cajón (čti kachón; španělsky bedýnka) je perkusivní hudební nástroj latinskoamerického původu.
Většinou se jedná o kvádr vyrobený ze dřeva (dřevěná bedýnka) s ozvučným otvorem na jedné straně.
Původně se pravděpodobně jednalo o bedýnku na přepravu ryb nebo pomerančů, na kterou bubnovali otroci poté, co byli donuceni své vlastní bubínky spálit.
Na cajón se hraje prsty a dlaněmi tak, že se bubnuje na ozvučnou desku nebo její hranu. Hráč přitom sedí obkročmo na nástroji. Uvnitř jsou navíc podél ozvučné desky nataženy laditelné kovové struny (podobně jako např. u malého bubnu, tzv. virblu) a podle místa úderu na desku cajón zní. Zruční hráči umí pomocí tohoto jednoduchého nástroje napodobit zvuk téměř celé základní soupravy bicích.
Cajón je důležitou součástí kubánské a peruánské hudby, využívá se také ve flamencu a rumbě. V poslední době je ho čím dál častěji slyšet i v jiných hudebních stylech.
Flamenco o tento nástroj obohatil tzv. flamencový král, španělský hudebník Paco de Lucía
(21. prosince 1947 – 25. února 2014).

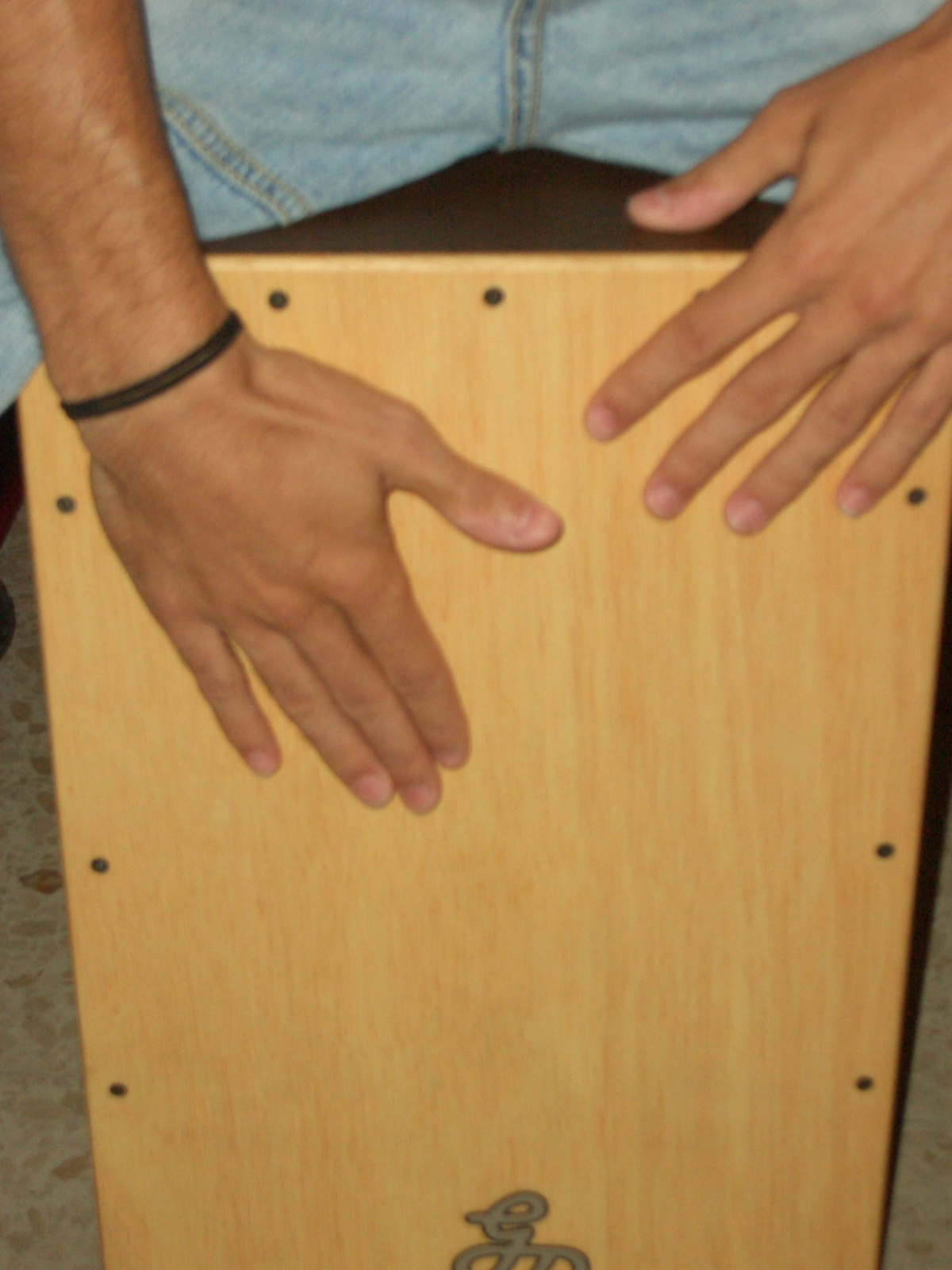
Pozice rukou na cajónu